# Rocca Canavese
Rocca Canavese (piemontesisch la Ròca) ist eine Gemeinde in der italienischen Metropolitanstadt Turin (TO), Region Piemont.

## Lage und Einwohner
Die Gemeinde Rocca Canavese liegt etwa 30 Kilometer nördlich der piemontesischen Hauptstadt Turin. Die Stadt liegt auf 420 Meter über dem Meeresspiegel, umfasst 82 Dörfer und viele verstreute Häuser, die über die Hügel und entlang der Straßen verstreut sind. Das Gemeindegebiet umfasst eine Fläche von 14 km² und hat 1716 Einwohner (Stand 31. Dezember 2023).
Die Nachbargemeinden sind Corio, Forno Canavese, Levone, Barbania, Vauda Canavese, Nole und San Carlo Canavese.

## Geschichte
Im Dorf hat es Ruinen einer Burg und einer Kapelle aus dem 11. Jahrhundert, den romanischen Glockenturm des Friedhofs und eine archaische Brücke aus dem Jahr 1722 zu sehen.

## Bildergalerie

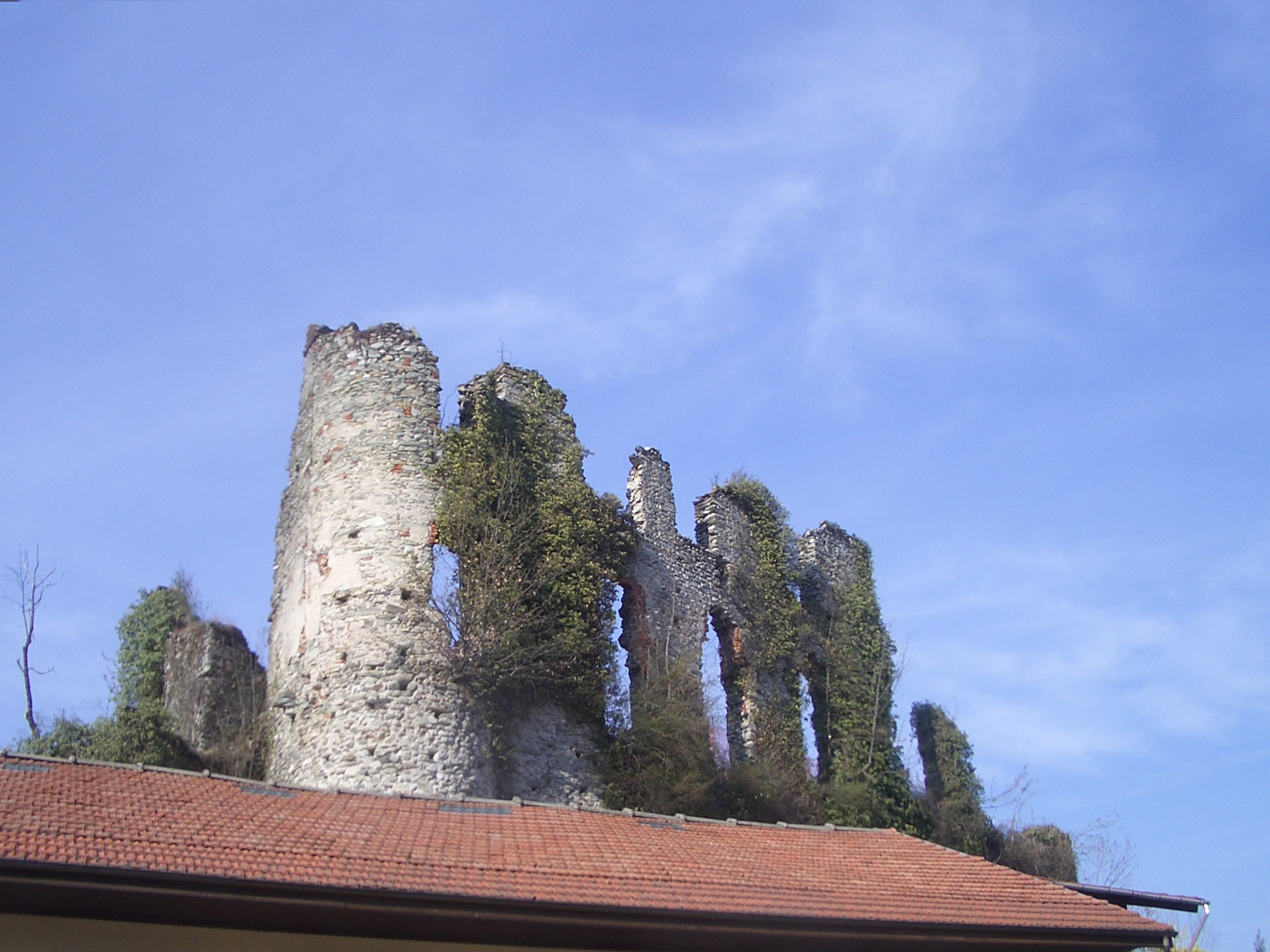
Ruine der Burg
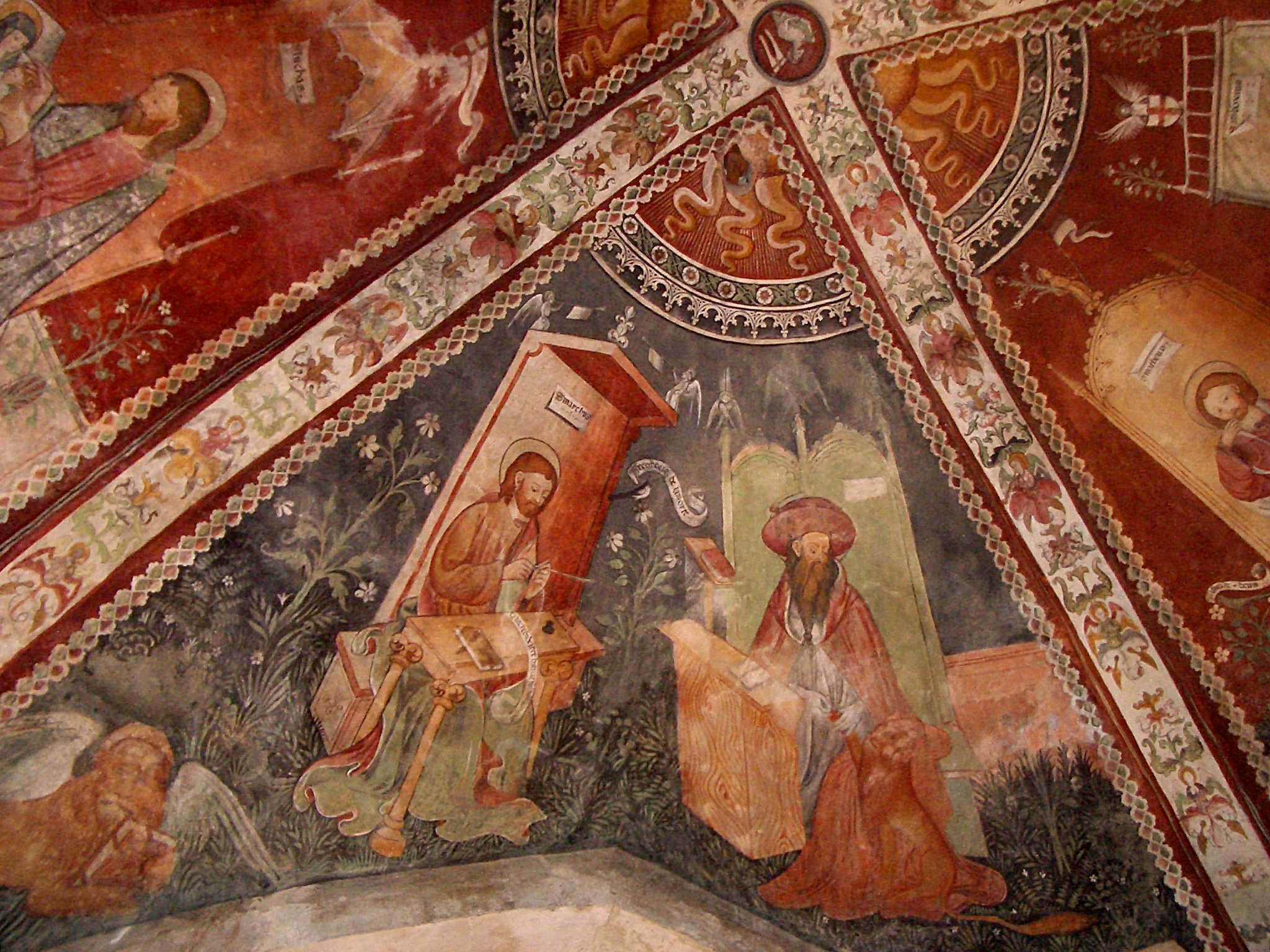
Kapelle Santa Croce, Fresko im Gewölbe mit Darstellung eines Evangelisten (St. Markus) und eines Kirchenlehrers (St. Hieronymus)
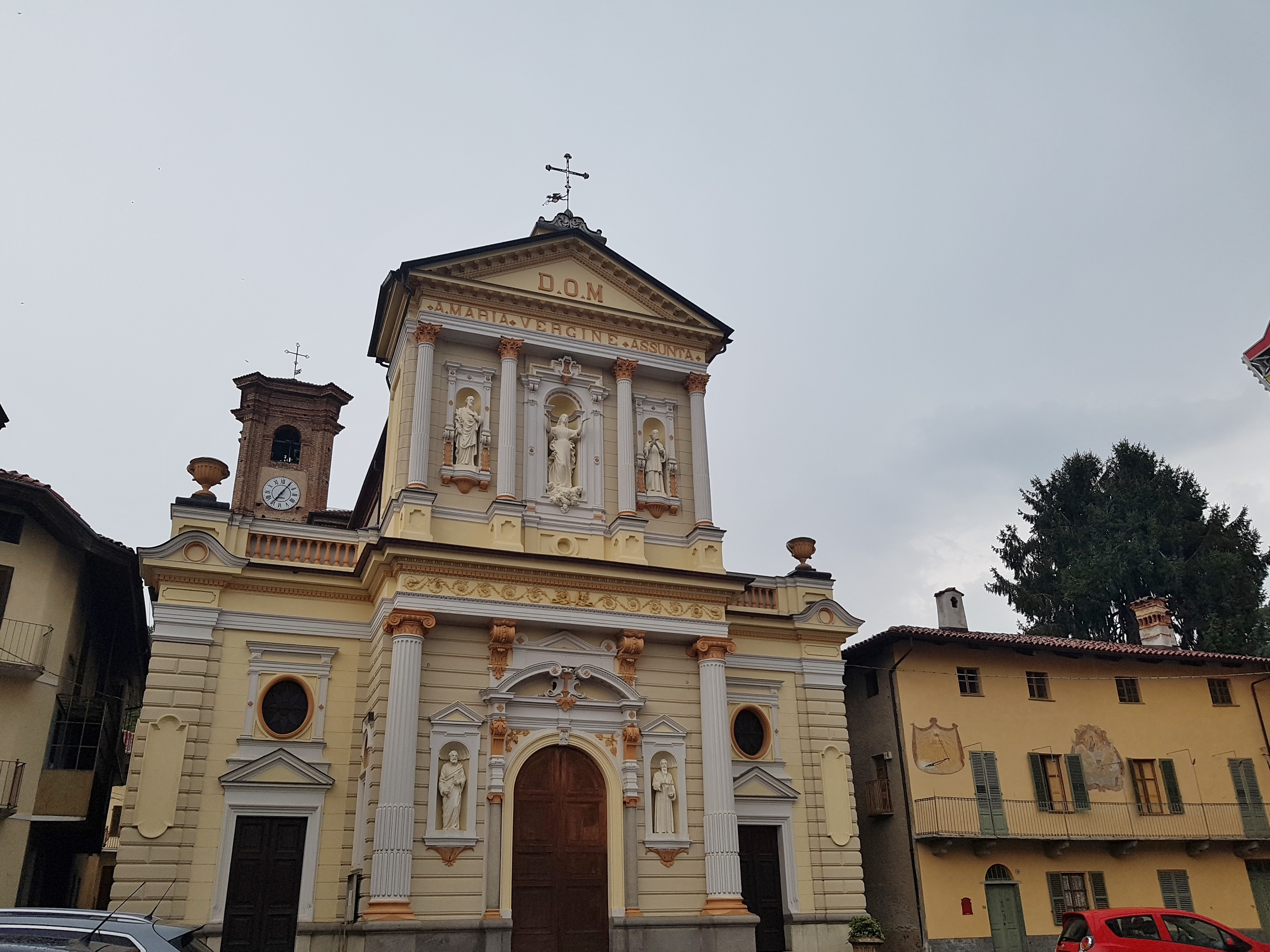
Santa Maria Assunta